# Jason Derek Brown
Jason Derek Brown (sinh ngày 1 tháng 7 năm 1969) là một kẻ chạy trốn người Mỹ bị truy nã vì tội giết người cấp độ 1 và cướp có vũ trang ở Phoenix, Arizona vào ngày 29 tháng 11 năm 2004. Vào ngày 8 tháng 12 năm 2007, anh được FBI đặt tên là kẻ chạy trốn thứ 489 để được đưa vào danh sách Mười người bị truy nã nhất. Brown được coi là có vũ trang và cực kỳ nguy hiểm.

## Tiểu sử
Brown được sinh ra ở Los Angeles, California vào năm 1969 với David John Brown, Sr. Ông học tại trường trung học Laguna Beach. Brown nói tiếng Pháp trôi chảy và có bằng thạc sĩ kinh doanh quốc tế. Brown làm công việc truyền giáo cho Giáo hội Các Thánh hữu Ngày sau của Chúa Giêsu Kitô ở Paris từ 1988 đến 1990. Từ năm 1990 đến 2004, ông cư trú ở một số nơi tại Quận Cam, California, bao gồm Dana Point và khu phố Corona del Mar của Newport Beach.
Brown sở hữu hai doanh nghiệp có trụ sở tại Salt Lake City, Utah, Toys Unlimited và On The Doorstep Advertising, cả hai đều được vận hành ra khỏi nhà ở Utah của mình. Brown đã được thuê làm nhân viên bán đồ chơi và nhập khẩu thiết bị chơi gôn  để hỗ trợ lối sống xa xỉ và sở thích đắt tiền của anh ta, như ô tô, xe máy và thuyền. Brown tự mô tả mình là một người đàn ông giàu có, mặc dù thực tế anh ta đã vỡ nợ ít nhất một khoản vay lớn và đang nợ hàng chục ngàn đô la trong năm 2004.
Vào tháng 11 năm 2004, Brown tham gia một lớp học về súng. Anh ta đã mua một khẩu súng ngắn Glock cỡ nòng 45 ngày trước khi đến lớp tại Totally Awesome Guns & Range ở Salt Lake City. Brown đã vượt qua kiểm tra lý lịch, và là một phần của lớp học, đã được lấy dấu vân tay và bản in của anh đã được gửi đến chính quyền tiểu bang và liên bang. Người hướng dẫn của Brown, Clark Aposhian, mô tả anh ta là "một học sinh đáng ghét", người thiếu kinh nghiệm với súng. Brown đã vô tình bắn một viên đạn vào xe tải trong một buổi tập bắn. Ông đã trả khoảng 1.300 đô la tiền bồi thường cho chủ xe. Vào thời điểm này, Brown đang sống trong một khách sạn Ahwatukee, Arizona gần một rạp chiếu phim AMC. Anh ta bị bắt trên băng giám sát có cuộc trò chuyện với một người đàn ông khác trong sảnh khách sạn. Người đàn ông được coi là đồng phạm hoặc nhân chứng có thể; tuy nhiên, danh tính của anh ta vẫn chưa được biết.

## Cướp và giết người
Vào ngày 29 tháng 11 năm 2004, Robert Keith Palomares, một nhân viên bảo vệ xe tải bọc thép 24 tuổi, đang mang tiền gửi cuối tuần bên ngoài nhà hát AMC tại 4915 E. Ray Road  ở Phoenix. Vào khoảng 10 giờ sáng, một tay súng trùm đầu đã phục kích và bắn Palomares bằng khẩu súng bán tự động cỡ nòng 45 ly. Năm trong số sáu viên đạn bắn vào đầu anh. Palomares đã được vũ trang, nhưng không có thời gian để tự vệ. Tay súng đã lấy một túi tiền chứa 56.000 đô la tiền mặt, trốn vào một con hẻm gần đó và bỏ lại trên một chiếc xe đạp. Palomares được chuyển đến Bệnh viện Good Samaritan, nơi ông được tuyên bố là đã chết.
Các nhân chứng ban đầu mô tả người nổ súng là một người đàn ông gốc Tây Ban Nha từ 25 đến 30 tuổi. Các nhà chức trách đã phục hồi xe đạp và dấu vân tay, và thay vào đó sau đó đã liên kết một người da trắng Brown với vụ giết người. Anh ta sớm được coi là nghi phạm chính trong vụ án  và lệnh bắt giữ được đưa ra vào ngày 4 tháng 12 bởi Tòa án cấp cao Hạt Maricopa buộc tội Brown với tội giết người cấp độ 1 và cướp có vũ trang. Brown cũng bị buộc tội bay bất hợp pháp để tránh bị truy tố trong lệnh bắt giữ liên bang ban hành vào ngày 6 tháng 12 bởi Tòa án Quận Hoa Kỳ cho Quận Arizona. Các nhà điều tra đã xem xét rằng một động lực khả dĩ để Brown thực hiện những tội ác này có thể là tình hình tài chính tuyệt vọng của anh ta.

## Chạy trốn
Sau khi Brown được xác định là nghi phạm, anh ta trốn từ Arizona đến Henderson, Nevada. Brown đã tới Las Vegas và đổi chiếc BMW của mình lấy một chiếc Cadillac Escalade màu đen mà anh ta có trong kho. Anh ta đi đến Quận Cam, California, ở đó với người thân cho đến ngày 6 tháng 12 năm 2004, khi các đặc vụ FBI thực hiện lệnh bắt giữ đã bỏ lỡ anh ta trong hai giờ. Brown đã sử dụng thẻ tín dụng của mình tại một trạm xăng ở Hạt Nam Orange, đến San Diego gần biên giới Mexico, và sau đó đi đến Portland, Oregon. Sau đó, FBI tuyên bố rằng Brown trở thành một "con ma" và hoàn toàn thoát khỏi lưới.
Vào ngày 16 tháng 1 năm 2005, các nhà chức trách đã tìm thấy Cadillac của Brown trong một bãi đậu xe dài hạn tại Sân bay Quốc tế Portland. Khi ở Portland, Brown đã gửi một gói chứa quần áo và dụng cụ chơi gôn cho anh trai David John Brown II ở San Diego. Vào ngày 20 tháng 4 năm 2005, David Brown bị truy tố vì tội cản trở công lý. Bản cáo trạng tuyên bố anh ta giả mạo bằng chứng khi anh ta dọn sạch chiếc BMW của Jason vào đầu tháng 12 sau khi lái nó từ một cơ sở lưu trữ ở Las Vegas đến California.
Đến năm 2005, FBI đã có hơn 200 người dẫn đầu trong vụ án. Phần lớn khách hàng tiềm năng ở bên ngoài Arizona và hàng chục người ở bên ngoài Hoa Kỳ, bao gồm cả những lần nhìn thấy có thể có ở Canada. Do ngoại hình " anh chàng lướt sóng California " và khả năng hòa nhập vào đám đông, FBI đã có nhiều khách hàng tiềm năng hơn Brown trong bất kỳ ai khác trong danh sách Mười điều mong muốn nhất, với hầu hết các khách hàng tiềm năng không có ích. Các phóng viên đã lưu ý rằng anh ta rất giống với nam diễn viên Sean Penn, và một trong những diễn viên đóng thế của Penn đã từng bị bắt nhầm bởi các nhà chức trách vì cho rằng anh ta là Brown. Các nhà chức trách tin rằng anh ta có thể ẩn náu trong cộng đồng Mặc Môn dưới một danh tính giả định, sống với một người phụ nữ có thể không biết danh tính thực sự của anh ta, hoặc anh ta đã trốn khỏi đất nước và có thể sống ở Pháp hoặc Thái Lan.
Vào ngày 8 tháng 12 năm 2007, Brown được FBI đặt tên là kẻ chạy trốn thứ 489 để được đưa vào danh sách Mười tên tội phạm bị truy nã nhất của họ. FBI đang cung cấp phần thưởng lên tới 200.000 đô la cho thông tin dẫn đến việc anh ta bị bắt (phần thưởng đã được nhân đôi vào ngày 25 tháng 3 năm 2013). Lần nhìn thấy gần đây nhất được xác nhận là vào tháng 8 năm 2008, khi một người quen của Brown nhận ra anh ta khi họ đang dừng lại ở một đèn giao thông gần sở thú Hogle ở thành phố Salt Lake. Sự công nhận lẫn nhau của họ đã thúc đẩy Brown lái xe qua đèn đường. Các nhân chứng đã thông báo cho các cơ quan chức năng về việc nhìn thấy. Theo anh, Brown có mái tóc dài hơn và rám nắng sâu hơn trong bức ảnh năm 2004 trong tấm áp phích truy nã của anh.